# 罗贝尔一世 (勃艮第)
羅貝爾一世，（1011年—1076年3月21日），卡佩王朝第一位勃艮第公爵（1032年-1076年），法國國王羅貝爾二世和阿爾勒的康斯坦絲的幼子 、亨利一世的弟弟。
1025年，當羅貝爾的長兄于格二世逝世後，羅貝爾聯合其兄長亨利一世在母親的支持下，共同反對父親羅貝爾二世的統治，將羅貝爾二世打退回巴黎。1027年，父王羅貝爾二世還健在時，兄長亨利一世即已加冕。但是他的母親康斯坦絲卻希望自己的小兒子羅貝爾繼承王位。1031年，羅貝爾二世逝世後，當亨利一世成為唯一的統治者時，羅貝爾便在康斯坦絲的支持下，對抗亨利一世，導致發生內戰。1032年，亨利一世只好將1016年他的父親封給自己的封地－勃艮第改封給羅貝爾，羅貝爾使成為卡佩王朝第一位勃艮第公爵。1047年，羅貝爾一世統治勃艮第時，是一位貴族強盜，他搜挖教會的財產。1055年，羅貝爾一世捨棄他的妻子，刺殺了她的兄長及謀殺她的父親。1076年，羅貝爾一世逝世。他的長子于格早於1059年的一場戰爭中死去，而次子亨利亦早於他逝世。所以死後由其孫子于格（次子亨利的長子）成為勃艮第公爵。

## 家庭
1033年，羅貝爾與瑟米爾的海莉結婚，兩人共有4子1女：
1. 于格（1034年—1059年）[1] ，戰死
2. 亨利（1035年—約1074年）[1]，在父親逝世前不久去世。
3. 羅貝爾（1040年—1113年）[1]，被毒殺。迎娶西西里國王魯傑羅一世的女兒西西里的薇爾蘭特。
4. 西蒙（1045年—1087年）
5. 康斯坦絲（英语：Constance of Burgundy）（1046年—1093年），嫁給萊昂及卡斯蒂利亞國王阿方索六世[1]。

其後，羅貝爾再娶安茹伯爵富爾克三世的女兒安茹的艾爾門加德，他們二人有一女兒；
1. 希爾德加德（英语：Hildegarde of Burgundy）（約1056年—1104年），嫁給阿基坦公爵威廉八世[1]。